# 決選投票
決選投票（けっせんとうひょう、英語: runoff vote）とは、1回の投票で決着がつかない時に、上位候補に絞った上で再度投票を行うこと。
票割れの弊害を緩和する方式である。「決戦投票」は誤字。

## 概要
多くの場合は候補者が有効投票数÷(定数+1)を越える票を獲得しない場合、取れなかった候補の中で上位の候補を絞った上で再度投票を行う。
日本では、内閣総理大臣指名選挙や自由民主党総裁選挙でどの候補も過半数を得ていない場合、上位2候補によって決選投票を行う。
フランスの大統領選挙では第一回投票で有効投票数の過半数の得票に達する候補がいなければ上位2候補による決選投票を、また国民議会選挙では同じく有効投票数の過半数の得票に達する候補がいなければ得票率12.5%以上の候補者のみで決選投票を行う。一度の選挙で当選が決まることが少ないので、二回投票制と呼ばれている。
日本でも地方首長選挙では1946年に法定得票数（有効得票数の8分の3）に満たない場合に導入された。1947年の統一地方選挙では知事選挙で8件、市区町村長選挙で242件、1952年の統一地方選挙では知事選挙で3件、市区町村長選挙で245件が適用された。1952年に法定得票数を有効得票数の8分の3から4分の1に引き下げることとともに決選投票制から再選挙制へ移行となった。

## 徹底投票
徹底投票（英語: Exhaustive ballot）は徹底的な決選投票の方式。小選挙区制（単数選出のための投票）で用いられる方式である。有権者は候補者の中から一人に一票を投じる。投票の過半数によって支持されている候補者がいない場合は、投票数が最も少ない候補者が除外され、さらに投票が行われる。このプロセスが1人の候補者が多数派になるまで必要なだけの投票が繰り返される。二回投票制と異なり、有権者は三回以上の投票が必要になることもある。したがってエクスハウスティブ・バロットは大規模な公職選挙では使用されない。首相の選挙や議会の議長を決める選挙など、高々数百人の有権者の選挙で使用される。IOC総会でのオリンピックの開催地の決定など3以上の候補から一つを選ぶ決議の決定、FIFAワールドカップ開催地の決定などでも使用されている。二回投票制よりも票割れを防ぐ効果は高い。一回の投票でこれと同じ結果になるように目指したのが優先順位付投票制こと即時決選投票制である。